# Kalauao (métro d'Honolulu)
Kalauao est une station de métro à Waimalu, dans le comté d'Honolulu, à Hawaï, aux États-Unis. Située sur la seule ligne du métro d'Honolulu entre Waiawa et Hālawa, elle a ouvert le 30 juin 2023.